# Гіпотеза Альвареса

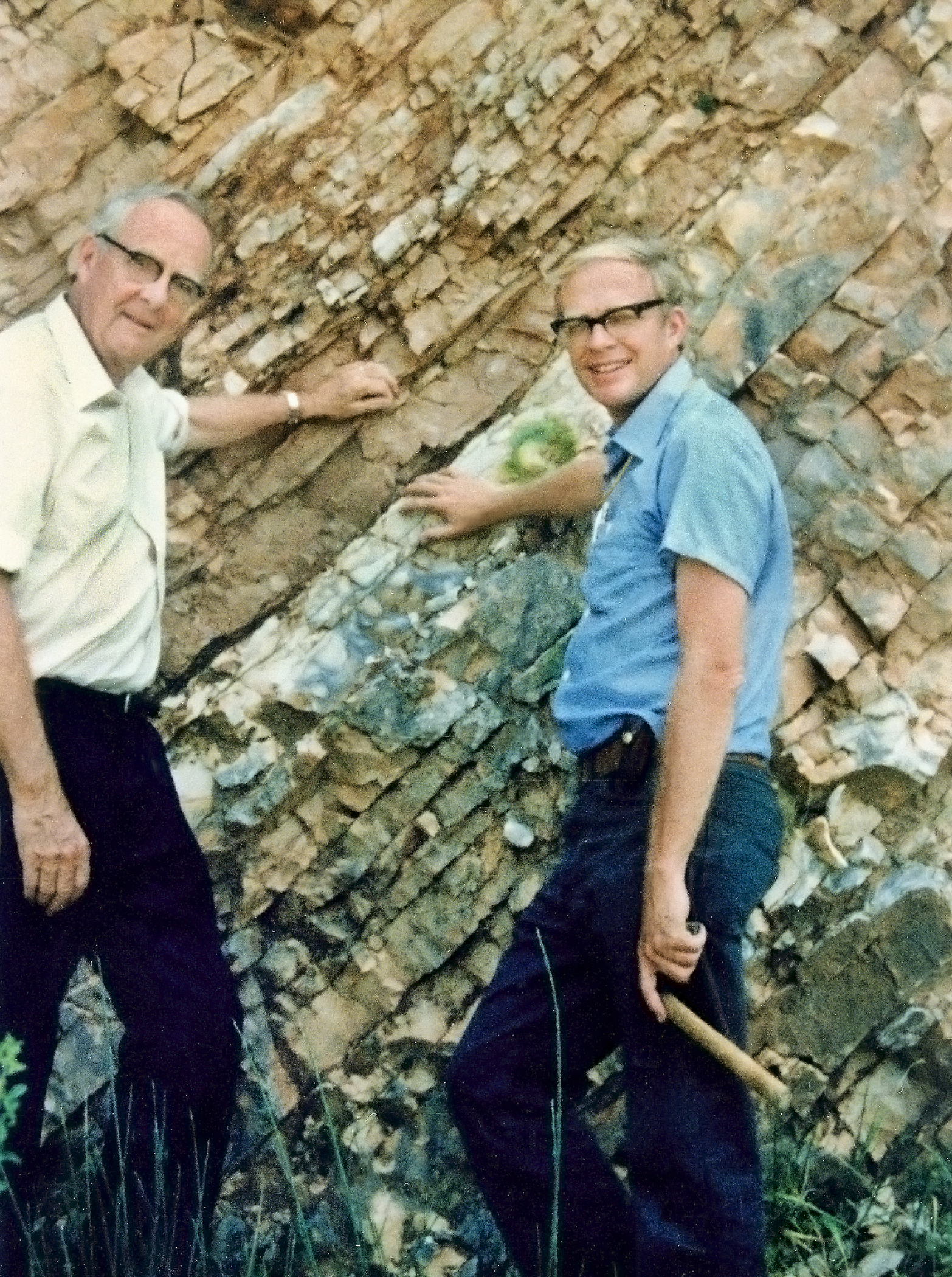
Дослідницький тандем Альваресів

Гіпотеза Альвареса стверджує, що масове вимирання динозаврів та багатьох інших організмів протягом Крейдового вимирання було спричинене наслідками зіткнення великого астероїда із Землею. Ряд факторів вказує на те, що астероїд впав на півострів Юкатан, в Мексиці утворивши кратер Чиксулуб. Ця гіпотеза була названа на честь серії досліджень Луїса та Вальтера Альваресів (англ. Alvarez), тандему вчених, батька та сина, які запропонували її в 1980 році, вивчивши явище іридієвої аномалії.
У березні 2010 року Міжнародна група вчених підтримала астероїдну гіпотезу як таку, що найповніше пояснює причину Крейдового вимирання. Команда із 41 вченого переглядаючи до цього 20 років наукову літературу з цього напрямку також виключила іншу теорію, таку як масовий вулканізм. За основну гіпотезу було вирішено, що фактором ураження був астероїд діаметром 10–15 км. Для порівняння, супутник Марса Деймос має діаметр 12 км, гора Еверест діаметром в 9 км. У результаті зіткнення вивільнилася енергія еквівалентна 100000000 мегатон або1023 Дж. Ця енергія еквівалентна мільярду бомб скинутих на Хіросіму і Нагасакі. До 2013 року вважалось, що подія сталась близько 65 млн років тому, але в 2013 роботи Renne et al. дали іншу оцінку, та оцінили вік в 66 млн років. 

## Історія
У 1980 році група дослідників під керівництвом лауреата Нобелівської премії з фізики Луїса Альвареса, до якої входили його син — геолог Волтер Альварес, та хіміки Френк Азаро і Хелен он Мішель, виявила, що шар осадових порід на межі між крейдовим та палеогеновим періодами (на межі між мезозойською та кайнозойською геологічними ерами) містить набагато більше іридію, ніж зазвичай (у 10—100 разів). Аномальний вміст іридію було виявлено в багатьох місцях земної кулі. Іридій є сидерофільним елементом (спорідненим до заліза) і більша частина земного іридію зосереджена в ядрі Землі, у земній корі він дуже рідкісний. Явище отримало назву «іридієва аномалія». Хондритні метеорити та астероїди містять значно більшу концентрацію іридію, ніж у земній корі. На підставі цього команда Альвареса припустила, що надлишок іридію, виявлений на межі крейди та палеогену, принесений іззовні, тобто має метеоритне походження.
Раніше, 1953 року, геологи Аллан О. Келлі і Френк Дашіль проаналізували геологічні дані з багатьох куточків земної кулі й дійшли до висновку, що один або кілька велетенських астероїдів зіткнулися з Землею та зумовили зміну нахилу земної осі, глобальну повінь, пожежі, потьмяніння атмосфери і, як наслідок, вимирання багатьох видів, зокрема динозаврів. Були й інші, раніші припущення про можливість зіткнення за таким сценарієм, але без доказів на той час.

## Докази

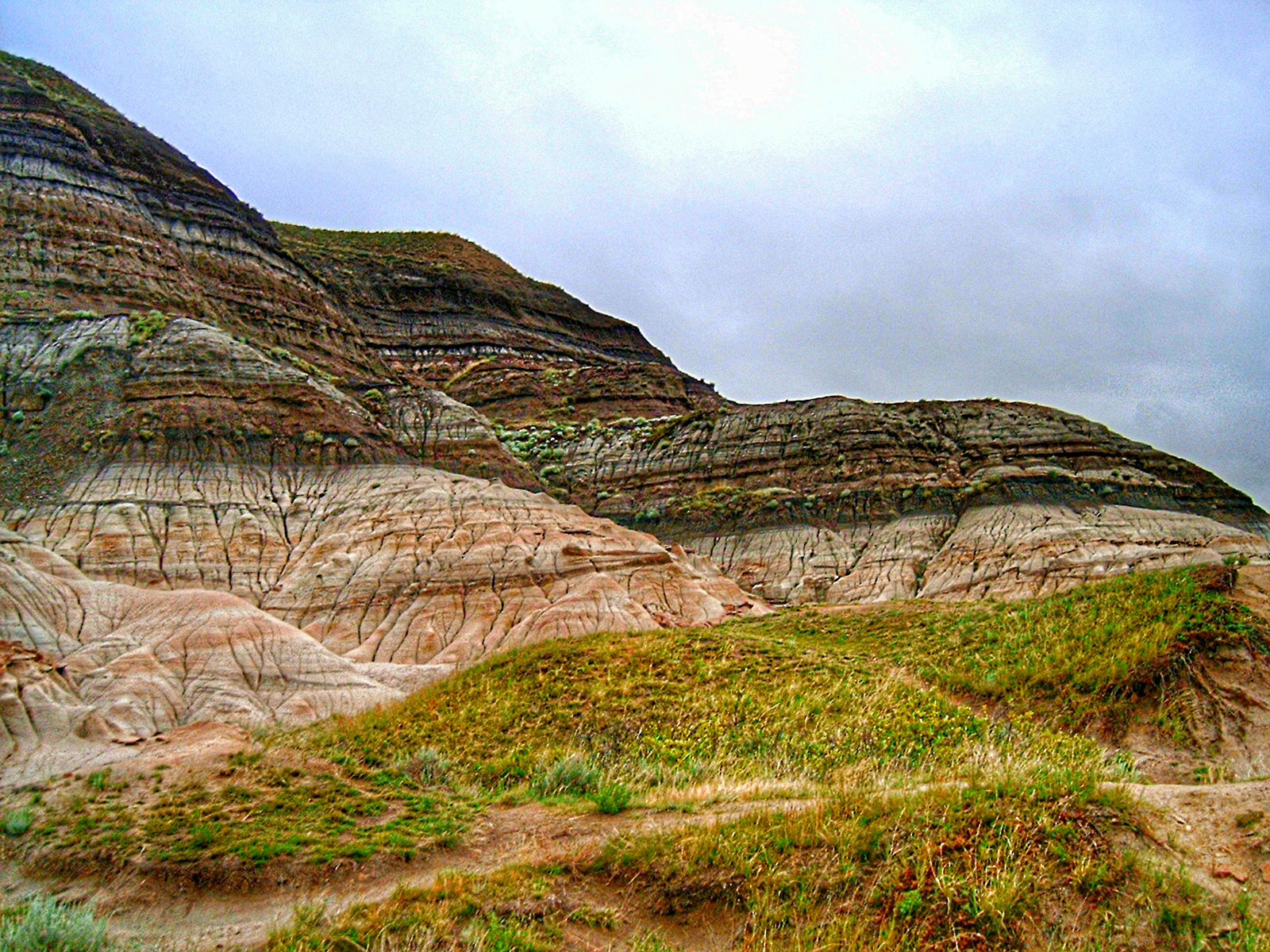
Альберта, Канада, місце виходу K–Pg шару.

Ізотопне співвідношення іридію в метеоритах мало відрізняється одне від одного і подібне до знайденого на межі крейди та палеогену, але воно значно відрізняється від ізотопного складу іридію в земній корі. Додатковими свідченнями є ізотопні аномалії хрому, виявлені у тих же відкладах між крейдою та палеогеном, схожі на астероїдні або кометні вуглисті хондрити. Наявність зерен шокового кварцу, скляних кульок і тектитів, що свідчить про імпактні події, є спільною для межі між крейдою та палеогеном, особливо в родовищах із Карибського басейну, місця падіння метеорита. Всі ці складові знайдені в тонкому осадовому шарі глини, який команда Альваресів інтерпретувала як уламки розкидані в усьому світі шляхом метеоритного вибуху. На час розробки гіпотези Альваресом та його командою місце зіткнення було невідоме. Пізніше вчені виявили кратер Чиксулуб на півострові Юкатан, який розглядається як ймовірний наслідок та місце падіння.
Розрахувавши загальну кількість іридію в прошарку, і припускаючи, що астероїд містить типовий відсоток іридію, який виявлено у хондритах, команда Альваресів спробувала розрахувати розмір астероїда. Розрахунки дали діаметр близько 10 кілометрів.
Пол Ренне з Геотехнологічного центру Берклі повідомив, що зіткнення з астероїдом датується близько 66 038 000 років тому, плюс-мінус 11000 років, виходячи з умісту радіоактивного аргону. Масове вимирання динозаврів відбулося в межах 33 000 років від часу падіння метеорита.

## Наслідки
Очевидним наслідком падіння астероїда було виділення 40 мільярдів тонн пилу, який блокував сонячне світло та перешкоджав фотосинтезу протягом декількох років, спричиняючи ефект тривалої зими. Це могло б пояснити вимирання рослин, фітопланктону та організмів, залежних від них (у тому числі травоїдних тварин, а також хижаків) на вищих щаблях харчового ланцюга. Тим часом маленькі істоти, чиї харчові ланцюги були засновані на детриті мали хороші шанси на виживання.
Аналіз включень рідини у стародавньому бурштині припускає, що вміст кисню в атмосфері пізнього крейдового періоду був дуже високим (30-35 %). Такий високий рівень O2 міг підтримувати інтенсивне горіння. Рівень кисню в атмосфері на початку палеогенового періоду значно впав. Повсюдні пожежі збільшили рівень CO2 й викликали тимчасовий парниковий ефект.
Наслідками зіткнення могли бути також кислотні дощі зумовлені оксидами сірки, залежно від того, який тип астероїда завдав удару. Проте недавні дослідження припускають, що цей ефект був відносно незначним. Хімічні буфери світового океану такий ефект могли б мінімізувати. Виживання жаб, як найбільш вразливих до кислотних дощів істот, також свідчить, що кислотні дощі не були головним чинником вимирання.
Також внаслідок удару утворилося мегацунамі заввишки 1,5 км, хоча за підрахунками вчених, Чискулубський метеорит впав на мілководдя. Ще енергія удару зробила землетрус магнітудою від 11 до 13,8 бала за шкалою Ріхтера та вітер, який хоча й не доходив до сили урагану, але міг бути досить руйнівним
Хоча подальші дослідження K–Pg шару послідовно показують надлишок іридію, припущення про те, що динозаври були знищені саме внаслідок падіння астероїда досі викликає суперечки серед геологів і палеонтологів.